# الجامع العمرى (قوص)
الجامع العمرى من أشهر مساجد مدينة قوص وأقدمها الجامع المعروف يالعمرى، وهذه التسمية لا تعنى بالضرورة أن منشأه هو عمرو بن العاص، ولكنها تعنى أنه أقدم مسجد في المدينة نسبة إلى أن الجامع العمرى بالفسطاط هو أقدم مساجد مصر. ويرجع تاريخ هذا المسجد إلى العصر الفاطمي إلا أن التغيرات والتجديدات التي أدخلت عليه أفقدته الكثير من معالمه الأصلية، فقد تغير كثير من عقوده الداخلة في إيوان القبلة في العمارة التي قام بها محمد بك قهوجى سنة 1233 هجرية، كما أن التجديد التي حدث للمئذنة أفقد الجامع وجهاته الرئيسية.

## وصفه
في منتصف البائكة الثالثة في إيوان القبلة يوجد محراب يرجع تاريخه إلى العصر المملوكي، زخرفت واجهته بزخارف جصية قوامها عناصر نباتية وهندسية بديعة التكوين. وتشبه زخارف هذا المحراب زاوية زين الدين يوسف بالقاهرة وكذا المحراب المملوكي في جامع عمرو بن العاص.
ويحيط بالمحراب كتابة بالخط الثلث المملوكي نصها: (إنما يعمر مساجد الله من آمن بالله واليوم الآخر وأقام الصلاة وآتى الزكاة ولم يخش إلا الله فعسى أولئك أن يكونوا من المهتدين(وحول طاقية المحراب قوله تعالى (قد نرى تقلب وجهك في السماء).
وفي النهاية البحرية للبائكة الرابعة والخامسة من إيوان القبلة توجد مقصورة من الخشب الخرط على جانب عظيم من الأهمية، فالجانب الشرقي من المقصورة باق على صورته الأولى، ويتكون من حشوات بها زخارف محفورة حفرا عميقا وكذا الجانب الغربي، وكذا باب المقصورة مكون من حشوات سداسية الشكل يحيط بها من أعلى وأسفل أشرطة من خشب الخرط الذي انتشر استعماله في العصر المملوكي.
وداخل هذه المقصورة يوجد كرسى مصحف مصنوع من الخشب المصنوع بطريق الحشوات المجمعة والمطعم بالعاج والصدف. ويحيط بالكرسى شريط من الكتابة بالخط النسخ المملوكي وتتكون الكتابة من آية الكرسى والنص الآتى:«أمر بإنشاء هذا المصحف المبارك المقر الكريم العالى المولى الأميرى الأجلى عز الدين خليل المالكى الناصرى أعز الله أنصاره بمحمد وآله».
ومن المرجح أن يكون منشئ الكرسى والمقصورة هو منشئ المحراب المملوكي بالبائكة الثالثة بإيوان القبلة أي أنها جميعها ترجع إلى أوائل القرن الثامن الهجري.
ويوجد أمام المحراب المملوكي عمود من الرخام تعلو تاجه (طبلية) خشبية عليها نصان من الكتابة الكوفية، نقلت إلى متحف الفن إلإسلامي بالقاهرة، تحت رقم 3100،و قد قام بتحقيقهما وقراءتهما جاستون فيت، فوجد أن الكتابة تحتوى على تاريخ سنة 473 هجرية كما عثر على اسم سعد الدولة سارتكين المتولى قيادة الجيوش الفاطمية في ولاية قوص وثغر أسوان المحروس. لذلك فإنى أرجح أن منشئ هذا الجامع هو بدر الدين الجمالي أمير الجيوش عهد الخليفة المستنصر بالله سنة 473هجرية، وذلك على يدى سعد الدولة سارتكين قائد جيوش المنطقة. وفي سنة 550هجرية أمر الصالح طلائع وزير الخليفة الغائر بعمل المنبر المبارك.
ومن الأجزاء الهامة بهذا المسجد كذلك القبة الموجودة في الركن الشمالي الشرقي للمسجد، وهي منفصلة عن المسجد ويتوصل إليها من دورة المياه. وتقوم القبة على أربعة عقود يعلوها في الأركان صفا من المقرنصات، مما حول المربع إلى مثمن أقيمت فوقه القبة. أما من الخارج فالقبة مضلعة، ويتخلل هذه الأضلاع فتحات على شكل نجمة سداسية. وقد أنشأ هذه القبة كما جدد بعض أجزاء المسجد مقلد بن على بن نصر في العصر الأيوبي سنة 568هجرية، الذي أثبت أعماله هذه في لوح رخامى ثبته في نهاية الجدار الشرقي، نصه (بسم الله الرحمن الرحيم وصلى الله على محمد وعلى آله الطيبين الطاهرين، أمر بتجديد هذا الجامع المبارك العبد الفقير إلى رحمة الله مبارك بن كامل بن مقلد بن على بن نصر بن منقذ الناصرى الفخرى في شهور سنة ثمان وستين وخمسمائة).
ويحتوى الجامع على لوح تذكارى آخر مثبت على باب الميضأة، قد نقش في وسطه شكل مشكاة، ثم كتب تحته اسم المقرئ الشيخ الصالح جمال الدين محمد الناجى، وتاريخ وفاته سنة 717 هجرية، ومن الإصلاحات التي أجريت لهذا المسجد تلك العمارة التي قام بها الأمير محمد كاشف سنة 1233هجرية، وقد أثبت الأمير عمارتة للمسجد في ثلاثة مواضع، أحدها في صحن الجامع والثاني على باب الميضأة أما الثالث فقد ثبت على المدخل الرئيسي للمسجد، ويعتبر مسجد قوص أكثر مساجد الجمهورية احتواء على اللوحات التذكارية التي تثبت كل إضافة أو إصلاح أو ترميم.

## اهميته
يوجد في هذا الجامع منبر على جانب كبير من الأهمية إذ أنه يعتبر من أقدم منابر مصر المؤرخة فقد أنشئ سنة 550 هجرية، وهو من الخشب الساج الهندي المحفور حفرا بارزا والمزخرف كذلك بالحشوات المجمعة التي بدأت تظهر في أواخر العصر الفاطمي في القرن السادس الهجري.
وقد سجل تاريخ المنبر على لوحة تذكارية فوق باب المنبر وهي مكتوبة بالخط الكوفي المزهر وتحتوى سبعة سطور نصها:
الأول: بسم الله الرحمن الرحيم (ادع إلى سبيل ربك بالحكمة والموعظة الحسنة (أمر بعمل. الثاني: هذا المنبر المبارك الشريف مولانا وسيدنا الإمام الفائز بنصر الله أمير.
الثالث: المؤمنين صلوات الله عليه وعلى آبائه الطاهرين وأبنائه المنتظرين.
الرابع: على يد فتاه وخليله السيد الأجل الملك الصالح ناصر الأئمة.
الخامس: كاشف الغمة أمير الجيوش سيف الإسلام غياث الأنام كافل قضاة.
السادس: المسلمين وهادى دعاة المؤمنين عضد الله به الدين وأمتع لطول.
السابع: بقائه أمير المؤمنين وأدام قدرته وأعلا كلمته في سنة خمسين وخمسمائة.